# Echinoderes rex
Espèce
Echinoderes rex est  une espèce d'invertébrés, de l'embranchement des kinorhynches de la famille des Echinoderidae.

## Distribution
Cette espèce se rencontre dans le détroit de Corée.

## Description
Le tronc de ces kinorhynches mesurent de 482 à 528 μm de long.

## Publication originale
- Lundbye, Rho & Sørensen, 2011 : Echinoderes rex n. sp (Kinorhyncha: Cyclorhagida), the largest Echinoderes species found so far. Scientia Marina, vol. 75, n. 1, p. 41-51 (texte intégral).